# Världsmästerskapen i skidflygning 1998
Världsmästerskapen i skidflygning 1998 hoppas 25 januari 1998 i Heini Klopfer-backen i Oberstdorf, Bayern, Tyskland för fjärde gången. Oberstdorf anordnade även mästerskapen som en del av Västtyskland 1973, 1981 och 1988. Japans Kazuyoshi Funaki kom senare att vinna det olympiska guldet i stora backen i Nagano nästan tre veckor senare, och blev därmed först att bli såväl olympisk mästare  i backhoppning som världsmästare i skidflygning samma år. Dieter Thoma blev först att ta medalj i mästerskapen för två olika nationer med sitt brons. Han vann även 1990 tävlande för Västtyskland.

## Individuellt
- 25 januari 1998

| Medalj | Hoppare                   | Poäng |
| Guld   | Kazuyoshi Funaki (Japan)  | 776.4 |
| Silver | Sven Hannawald (Tyskland) | 769.9 |
| Brons  | Dieter Thoma (Tyskland)   | 749.9 |

## Medaljligan
| Rank | Nation   | Guld | Silver | Brons | Totalt |
| ---- | -------- | ---- | ------ | ----- | ------ |
| 1    | Tyskland | 0    | 1      | 1     | 2      |
| 2    | Japan    | 1    | 0      | 0     | 1      |